# Quench
Quench è il sesto album in studio del gruppo musicale britannico The Beautiful South, pubblicato nel 1998.

## Tracce
1. How Long's a Tear Take to Dry?
2. The Lure of the Sea
3. Big Coin
4. Dumb
5. Perfect 10
6. The Slide
7. Look What I Found in My Beer
8. The Table
9. Window Shopping for Blinds
10. Pockets
11. I May Be Ugly
12. Losing Things
13. Your Father and I

## Formazione
The Beautiful South
- Paul Heaton - voce
- Dave Hemingway - voce
- Jacqui Abbott - voce
- Dave Rotheray - chitarra
- Sean Welch - basso
- Dave Stead - batteria

Altri musicisti
- Damon Butcher - tastiera
- Gary Hammond - percussioni
- Kick Horns - ottoni
- The London Community Gospel Choir - cori (in The Slide)
- Paul Weller - chitarra (in Perfect 10)